# 齊基夫 (莫斯季斯卡區)
49°43′21″N 22°52′30″E / 49.72250°N 22.87500°E
齊基夫（烏克蘭語：Циків），是烏克蘭西部的村莊，隸屬利維夫州的亞沃里夫區。該村始建於1940年，面積1平方公里，海拔高度208米，2022年該城鎮人口255。